# Ptochophyle virgata
Ptochophyle virgata là một loài bướm đêm trong họ Geometridae.